# Eleição para mesa diretora do Senado Federal do Brasil em 2021
A eleição para a presidência do Senado Federal do Brasil ocorreu em 1º de fevereiro de 2021, durante o dia de abertura da 3ª Sessão da 56ª Legislatura do Congresso Nacional. Ela resultou na eleição do presidente, de dois vice-presidentes, dos cargos de 1º, 2º, 3º e 4º Secretário da mesa e dos seus respectivos suplentes, que ficarão no cargo até fevereiro de 2023. O presidente e os demais cargos da Mesa Diretora são eleitos com a maioria absoluta dos votos (ou seja, 50% mais um dos votos válidos).
O presidente em exercício na época, Davi Alcolumbre, não pode concorrer à reeleição devido a limites de mandato, seguindo a Constituição Federal de 1988 e a partir de um entendimento dos ministros do Supremo Tribunal Federal, no dia 6 de dezembro de 2020; este que veio de uma ação realizada pelo Partido Trabalhista Brasileiro. Quem sucedeu Alcolumbre no cargo foi o senador mineiro Rodrigo Pacheco, eleito com 57 votos e derrotando assim a candidata do MDB, Simone Tebet, em primeiro turno.

## Candidaturas
Nota: a tabela a seguir está organizada por quantidade de senadores nos blocos.
| Presidente      | Presidente | Presidente | Presidente | Bloco                                                | Cargo                                         |
| Candidato       | Foto       | Partido    | Partido    | Bloco                                                | Cargo                                         |
| --------------- | ---------- | ---------- | ---------- | ---------------------------------------------------- | --------------------------------------------- |
| Rodrigo Pacheco |            |            | DEM        | (DEM, PSD, PP, PT, PL, PDT, PROS, Republicanos, PSC) | Senador por Minas Gerais (desde 2019)         |
| Simone Tebet    |            |            | MDB        | (MDB, PODE, Cidadania, PSB)                          | Senadora pelo Mato Grosso do Sul (desde 2015) |

- Rodrigo Pacheco (DEM - MG): O senador oficializou a sua candidatura à presidência do Senado no dia 19 de janeiro de 2021. O candidato já vinha atuando nos bastidores e atraiu o apoio de nove partidos. Em nota, ele formalizou a intenção de concorrer à vaga. Além do DEM, líderes de PSD, Progressistas, PT, PL, PDT, PROS, Republicanos e PSC declaram apoio a Pacheco.[2]

- Simone Tebet (MDB - MS) O MDB anunciou, no dia 12 de janeiro de 2021, a candidatura de Simone Tebet para a presidência do Senado. Ela teve apoio de parte do MDB, Podemos, Cidadania e PSB.[3] Os senadores Major Olímpio (PSL), Jorge Kajuru (Cidadania) e Lasier Martins (Podemos) retiraram suas candidaturas em apoio à Simone.

## Resultados por cargo

### Presidente
| Candidato       | Número de Votos | Partido | Bloco                                            | UF                 | %      |
| --------------- | --------------- | ------- | ------------------------------------------------ | ------------------ | ------ |
| Rodrigo Pacheco | 57              | DEM     | DEM,PSD, PP, PT, PL, PDT, PROS, Republicanos,PSC | Minas Gerais       | 70,3%  |
| Simone Tebet    | 21              | MDB     | MDB, Podemos, Cidadania, PSB                     | Mato Grosso do Sul | 25,9%  |
| Ausentes        | 3               | -       | -                                                | -                  | 3,8%   |
| TOTAL           | 81              | -       | -                                                | -                  | 100,00 |

### 1º Vice-presidente
| Candidato               | Número de Votos | Partido | UF      | %     |
| ----------------------- | --------------- | ------- | ------- | ----- |
| Veneziano Vital do Rêgo | 40              | MDB     | Paraíba | 49,3% |
| Lucas Barreto           | 33              | PSD     | Amapá   | 40,7% |
| Ausentes                | 8               | -       | -       | 9,8%  |
| TOTAL                   | 81              | -       | -       | 100%  |

### 2º Vice-presidente
| Candidato | Número de Votos | Partido | UF             | %     |
| --------- | --------------- | ------- | -------------- | ----- |
| Romário   | 64              | Podemos | Rio de Janeiro | 79,0% |
| Brancos   | 8               | -       | -              | 9,8%  |
| Nulo      | 1               | -       | -              | 1,2%  |
| Ausentes  | 8               | -       | -              | 9,8%  |
| TOTAL     | 81              | -       | -              | 100%  |

### 1º Secretário
| Candidato | Número de Votos | Partido | UF        | %     |
| --------- | --------------- | ------- | --------- | ----- |
| Irajá     | 64              | PSD     | Tocantins | 79,0% |
| Brancos   | 8               | -       | -         | 9,8%  |
| Nulo      | 1               | -       | -         | 1,2%  |
| Ausentes  | 8               | -       | -         | 9,8%  |
| TOTAL     | 81              | -       | -         | 100%  |

### 2º Secretário
| Candidato     | Número de Votos | Partido | UF    | %     |
| ------------- | --------------- | ------- | ----- | ----- |
| Elmano Férrer | 64              | PP      | Piauí | 79,0% |
| Brancos       | 8               | -       | -     | 9,8%  |
| Nulo          | 1               | -       | -     | 1,2%  |
| Ausentes      | 8               | -       | -     | 9,8%  |
| TOTAL         | 81              | -       | -     | 100%  |

### 3º Secretário
| Candidato        | Número de Votos | Partido | UF      | %     |
| ---------------- | --------------- | ------- | ------- | ----- |
| Rogério Carvalho | 64              | PT      | Sergipe | 79,0% |
| Brancos          | 8               | -       | -       | 9,8%  |
| Nulo             | 1               | -       | -       | 1,2%  |
| Ausentes         | 8               | -       | -       | 9,8%  |
| TOTAL            | 81              | -       | -       | 100%  |

### 4º Secretário
| Candidato      | Número de Votos | Partido | UF       | %     |
| -------------- | --------------- | ------- | -------- | ----- |
| Weverton Rocha | 64              | PDT     | Maranhão | 79,0% |
| Brancos        | 8               | -       | -        | 9,8%  |
| Nulo           | 1               | -       | -        | 1,2%  |
| Ausentes       | 8               | -       | -        | 9,8%  |
| TOTAL          | 81              | -       | -        | 100%  |